# Campbell Johnstone
Campbell Richard Johnstone (Waipukurau, 7 de enero de 1980) es un exrugbista neozelandés que se desempeñaba como pilar. Fue internacional con los All Blacks en 2005.
El 30 de enero de 2023, en una entrevista con Hilary Barry por el programa Seven Sharp, se convirtió en el primer All Black que reveló ser gay.

## Carrera
En 2000, mientras estudiaba en la Universidad de Lincoln, debutó para los Hawke's Bay Magpies. Dos años después y gracias a su destacado nivel logró ganarse un lugar en el poderoso Canterbury, de la entonces aficionada National Provincial Championship.

### Profesional
Los Crusaders, la franquicia más fuerte del Súper Rugby, lo contrataron para la temporada 2004 y jugo con ellos hasta el Súper 14 2008. Ganó tres veces el campeonato.
En diciembre de 2012 se unió a los galeses Ospreys, como refuerzo de urgencia por lesionados, para disputar la Copa Heineken 2012–13. Se retiró en 2014, a los 34 años y jugando para el rumano CSM București.

## Selección nacional
En 2001 representó a los New Zealand Colts, entonces la selección M21 y ganó el último Torneo SANZAR/UAR de esa categoría.
Graham Henry lo seleccionó a los All Blacks para las pruebas de mitad de año 2005 y debutó en la victoria contra Fiyi, ingresando como sustituto de Greg Somerville. El siguiente mes enfrentó a los Leones Británicos e Irlandeses, la poderosa selección europea que estaba de visita, en sus últimas dos pruebas y luego de eso no logró ganarse un lugar, ya que competía por un puesto con John Afoa, Carl Hayman y Somerville.
En total jugó tres pruebas y no marcó puntos. También representó dos años a los All Blacks XV, la segunda selección de Nueva Zelanda, siendo convococado por Ian Foster y con ellos ganó la Pacific Nations Cup dos veces.

## Palmarés
- Campeón de la Pacific Nations Cup de 2006 y 2007.
- Campeón de la Copa Desafío de 2011–12.
- Campeón del Súper Rugby de 2005, 2006 y 2008.
- Campeón del National Provincial Championship de 2004.
- Campeón del Campeonato Ruso de Rugby de 2013.
- Campeón del NPC Division 2 de 2001.